# Nymphetamine
Nymphetamine è il sesto album in studio del gruppo musicale britannico Cradle of Filth, pubblicato il 28 settembre 2004 dalla Roadrunner Records.

## Il disco
È stato pubblicato anche in un'edizione speciale nel 2005, con un CD bonus.
Hanno contribuito alla produzione di questo album anche Liv Kristine, Doug Bradley e King Diamond nella canzone Devil Woman.

## Tracce

### Versione Standard
1. Satyriasis – 1:41
2. Gilded Cunt – 4:08
3. Nemesis – 7:18
4. Gabrielle – 5:27
5. Absinthe with Faust – 5:14
6. Nymphetamine (Overdose) – 9:15
7. Painting Flowers White Never Suited My Palette – 1:57
8. Medusa and Hemlock – 4:43
9. Coffin Fodder – 5:18
10. English Fire – 4:45
11. Filthy Little Secret – 6:16
12. Swansong for a Raven – 7:08
13. Mother of Abominations – 7:33
14. Nymphetamine Fix – 5:02 – bonus track

### Edizione Speciale

#### CD 1
1. Satyriasis – 1:41
2. Gilded Cunt – 4:08
3. Nemesis – 7:18
4. Gabrielle – 5:27
5. Absinthe with Faust – 5:14
6. Nymphetamine (Overdose) – 9:15
7. Painting Flowers White Never Suited My Palette – 1:57
8. Medusa and Hemlock – 4:43
9. Coffin Fodder – 5:18
10. English Fire – 4:45
11. Filthy Little Secret – 6:16
12. Swansong for a Raven – 7:08
13. Mother of Abominations – 7:33
14. Nymphetamine Fix – 5:02 – bonus track

#### CD 2
1. Devil Woman – 3:38 – (Cliff Richard cover)
2. Soft White Throat – 5:40
3. Bestial Lust (Bitch) – 2:54 – (Bathory cover)
4. Prey – 4:57
5. Nymphetamine (Jezebel Deva Fix) – 5:03
6. Mr. Crowley – 5:13 – (Ozzy Osbourne cover)

## Formazione
Gruppo
- Dani Filth - voce
- Paul Allender - chitarra
- Germs Warfare - chitarra
- Herr Pubis - basso
- Martin Foul - tastiere, chitarra
- Adrian Erlandsson - batteria

Corista
- Sarah Jezebel Deva - voce addizionale

Personale aggiuntivo
- Liv Kristine - voce addizionale (Nymphetamine (Overdose), Nymphetamine Fix)
- Rob Caggiano - chitarra
- Doug Bradley - voce narrante (Satyriasis, Swansong for a Raven)